# 喜羊羊与灰太狼之兔年顶呱呱
《喜羊羊与灰太狼之兔年頂呱呱》（英語：Moon Castle : The Space Adventure）是电视动画片《喜羊羊与灰太狼》的第三部电影版，于2011年1月21日在中国大陆公映，并于2011年4月1日在台湾上映，2011年4月21日在香港及澳門上映。

## 簡介
新的一年再度降临，红太狼又怀上了小宝宝，本该其乐融融的狼堡但灰太狼「抓羊无能」而开起了声讨大会。不甘失败的灰太狼为了重振自己在狼族中的地位，决定带上老婆孩子再战羊族。 而此时的青青草原上空，一个巨型的「糖果飞船」从天而降，一位来自月球的不速之客–兔小弟缓步而出。令人咋舌的是，自称魔法师的兔小弟一见喜羊羊便立刻认定他是月球的救世主，更将一个封藏已久的身世之谜公之于众。原来，在很久很久以前，正是喜羊羊的父母一手将原本荒芜的月球打造成了一个五彩斑斓的糖果世界，可现在，野心勃勃的苦瓜大王企图将其变成「苦球」。为了保住父母的心血，喜羊羊带着羊羊战队登上了前往月球的飞船，却在阴差阳错之中将前来抓羊的灰太狼一家也捎上了这趟太空之旅。月球之上，一切看似繁华，但实则暗藏汹涌，幸而喜羊羊机警过人，拆穿了苦瓜大王假扮月亮女王的阴谋，众人才得以虎口脱险，但却因为瓜兵的追赶而被冲得四分五散。在巧克力钟乳石洞里，灰太狼一家遭瓜兵伏击，与妻儿失散的灰太狼冒险潜入苦瓜大王的城堡，却不幸被瓜兵擒住。为了救出妻儿，他不得不成为「无间道」。而另一边，喜羊羊与兔小弟在误打误撞中找到了父母留下的实验室，兔小弟试图用魔术开启月球甜蜜的源泉–甜甜树，却乌龙地将灰太狼带至此地。得知喜羊羊拥有对抗苦瓜大王的能力后，灰太狼决定弃暗投明，与喜羊羊联手，一同对抗苦瓜大王。月食之日渐渐逼近，月球能量正在逐渐减弱，而就在苦瓜大王想要发起最后一击时，他竟然发现了全天下最苦的东西–灰太狼的眼泪。为了让灰太狼流泪，苦瓜大王可谓无所不用其极，月球的苦度急速攀升，而在这千钧一发之刻，喜羊羊终于找到了启动甜甜树的钥匙......

## 登场人物

### 國語版
- 祖麗晴——喜羊羊
- 張　琳——灰太狼/智羊羊
- 鄧玉婷——美羊羊／暖羊羊
- 劉紅韻——沸羊羊/傻瓜
- 梁　穎——懒羊羊／小灰灰/麗羊羊
- 高全勝——慢羊羊
- 李團——苦瓜大王/冬瓜/南瓜
- 嚴彥子——西瓜/蜜瓜/兔小樂
- 左小群——月亮女王

### 粵語版
- 謝天華——灰太狼
- 劉惠雲——红太狼
- 王祖藍——兔小樂
- 麥長青——苦瓜大王
- 曾佩儀——喜羊羊
- 徐子珊——懶羊羊
- 林芷筠——美羊羊/西瓜
- 曾秀清——沸羊羊
- 黃志明——慢羊羊/南瓜
- 程文意——暖羊羊/麗羊羊/蜜瓜
- 陳旭明——智羊羊/冬瓜/傻瓜
- 李紫昕——月亮女王

## 歌曲
| 曲別           | 歌曲名稱     | 作詞                                    | 作曲   | 演唱者                                                          | 備註                                                         |
| 主題曲，片尾曲 | 羊羊頂呱呱   | 林曉珂（國） 李紫昕、賴偉鋒（粵）       | 韋啟良 | 郭易、張奕璇、吳昕彤、曹暢笛（國） 李紫昕、韋柏安、韋俊安（粵） | 主題曲                                                       |
| 插曲           | 拆拆拆       | 崔恕,賴偉鋒（國） 賴偉鋒（粵）          | 賴偉鋒 | 賴偉鋒                                                          |                                                              |
| 插曲           | 星光下的夢想 | 李紫昕                                  | 李紫昕 | 郭易（國） 李紫昕（粵）                                         |                                                              |
| 插曲           | 紅太狼狂想曲 | 林曉珂（國）李紫昕（粵）                | 王娜娜 | 崔岩（國） JOY（粵）                                            |                                                              |
| 插曲           | 無敵平底鍋   | 劉卓輝,林曉珂（國） 劉卓輝,李紫昕（粵） | 韋啟良 | 崔岩（國） JOY（粵）                                            |                                                              |
| 插曲           | 星光下的思念 | 李紫昕                                  | 李紫昕 | 李紫昕                                                          | 《星光下的夢想》的喜羊羊視角版，並未在電影中實際出現的劇情曲 |

## 作品的變遷
| 廣東原創動力文化傳播有限公司          | 廣東原創動力文化傳播有限公司            | 廣東原創動力文化傳播有限公司 |
| ------------------------------------- | --------------------------------------- | ---------------------------- |
|                                       | 喜羊羊與灰太狼之兔年頂呱呱 (2011.01.21) |                              |
| 喜羊羊與灰太狼之虎虎生威 (2010.01.29) | 喜羊羊與灰太狼之開心闖龍年 (2012.01.12) |                              |